# Universidade Tulane
Universidade Tulane (em inglês: Tulane University) é uma Universidade de pesquisa privada de Nova Orleães, Luisiana, Estados Unidos. É considerada universidade de topo e a mais seletiva instituição de educação superior no estado de Luisiana com uma taxa de aprovação em 13% para a turma de 2027. De uma perspectiva no âmbito nacional americano, o relatório da U.S. News & World Report considerou a Universidade de Tulane como "a mais seletiva", no qual é considerada a revista de ofertas da educação superior mais seletas. A universidade é conhecida por atrair um corpo de estudantes geograficamente diverso, com 85% dos estudantes de graduação vierem acima das 300
 milhas (480 quilômetros) da localização da universidade.

## História
Durante a Segunda Guerra Mundial, a Universidade de Tulane foi umas das 131 colégios e universidades nacionais que participou no Programa V-12 Navy College Training no qual oferecido aos estudantes uma facilidade para ter um cargo comissionado na Marinha americana.
Um relato detalhado da história da Universidade de Tulane desde sua fundação até 1965 foi publicado pelo autor Dyer.